# هربرت كليمنس
هربرت كليمنس (بالإنجليزية: Herbert Clemens)‏ هو رياضياتي أمريكي، ولد في 15 أغسطس 1939 في دايتون في الولايات المتحدة.